# Ruta 806 (Costa Rica)
La Ruta 806, oficialmente Ruta Nacional Terciaria 806, es una ruta nacional de Costa Rica ubicada en la provincia de Limón.

## Descripción
En la provincia de Limón, la ruta atraviesa el cantón de Siquirres (los distritos de Siquirres, Reventazón).